# Poměr
Poměr v matematice udává, kolikrát jedno číslo obsahuje druhé. Poměr tři ku jedné zapisujeme 3 : 1, přičemž zápis poměru vyjadřuje obvykle relativní vztah mezi objekty (nikoliv absolutní počty). Poměr 3 : 1 tak znamená, že počet prvního je třikrát větší než druhého. Pokud by v košíku byl poměr jablek a hrušek v poměru 3 : 1, znamená to že je jablek třikrát více, takže v košíku mohou být tři jablka a jedna hruška, ale i šest jablek a dvě hrušky nebo dvanáct jablek a čtyři hrušky atd. Podobně jako u zlomků je poměr uváděn v základním tvaru (obě čísla nemají žádného společného dělitele). Poměr se může se týkat počtu lidí či předmětů, váhy, času a podobně, avšak pro zachování smyslu musí označovat stejně počítaná množství (tj. obě čísla vyjadřují shodně kusy, kilogramy, metry a podobně). Při většině použití jsou obě čísla v poměru kladná.

## Příklady použití
1. Pokud je v košíku 5 jablek a 4 hrušky, pak:
  - poměr jablek k hruškám je 5 ku 4 (zapisujeme 5 : 4)
  - zároveň je poměr hrušek k jablkům 4 : 5
  - poměr všech kusů ovoce k jablkům je 9 : 5
  - poměr lze zapisovat i zlomkem, například {\displaystyle {\frac {5}{4}}}
  - zápis 5 : 4 vyjadřuje stejný poměr, jako zápis 10 : 8 nebo 25 : 20 a podobně (poměr lze krátit nebo rozšiřovat jako zlomky)
  - 5 : 4 lze vyčíslit (vydělit), což je 5 : 4 = 1,25 a poměr lze pak zapsat i jako 1,25 : 1 (jablek je 1,25krát více než hrušek)
2. Pokud je potřeba rozdělit 1000 Kč v poměru 7 : 3 mezi dva kopáče, pak:[1]
  - poměr 7 : 3 je celkem 10 dílů (7+3=10)
  - na jeden díl pak připadá 100 Kč (1000:10=100)
  - výkonnější kopáč dostane 700 Kč (7×100) a druhý pak 300 Kč (3×100)
3. Vytvořte 500 ml nápoj ze tří složek v poměru 5 : 2 : 3:[1]
  - dílků je celkem 10 (5+2+3)
  - jeden dílek je 50 ml (500:10=50)
  - první složka bude 250 ml (5×50=250), druhá složka je 100 ml (2×50=100) a třetí složka 150 ml (3×50=150)
4. Do bazénu se 4 m3 vody nalijte přípravek na zazimování. Láhev s 1 litrem je pro 20 m3. Potřebný přípravek rozřeďte v poměru 1:9 a nalejte kolem stěn bazénu.
  - 4 kubíky vody potřebují 200 ml přípravku (1:20×4=0,2 – 1 litr rozdělíme na 20 dílů a vynásobíme 4 díly/kubíky)
  - 200 ml přípravku nalejeme do 1,8 litru vody (1 díl je 200 ml, 9 dílů je 1,8 litru)
  - kolem stěn rozlijeme 2 litry naředěného přípravku